# Wilhelm Stricker (Baumeister)
Wilhelm Stricker (* 2. November 1874 in Berge; † 21. August 1927 in Aplerbeck) war ein deutscher Baumeister, Architekt und kommunaler Baubeamter in Hamm, Haan und Aplerbeck, der sich außerdem auch als Unternehmer in der Baustoffbranche betätigte. Insbesondere vor dem Ersten Weltkrieg wirkte er nachhaltig an der Entwicklung der Infrastruktur in seinem Dienstbereich mit. Mehrere der nach Strickers Entwürfen und unter seiner Bauleitung ausgeführten öffentlichen Bauten stehen unter Denkmalschutz.

## Leben

### 1874 bis 1902
Als Sohn des Drechslermeisters und Landwirts Friedrich Stricker in einem heutigen Ortsteil von Hamm in Westfalen geboren, besuchte Wilhelm Stricker nach der Volksschule in Berge von 1885 bis 1889 die Bürgerschule in Hamm. Daneben erhielt er Privatunterricht durch einen örtlichen Gymnasiallehrer in den Fächern Planimetrie und Algebra. Nach einer zweijährigen praktischen Mitarbeit bei einer größeren Baugesellschaft, nahm er im September 1891 eine dreijährige Ausbildung zum Bauzeichner auf. Es folgte sein Militärdienst, den er von Oktober 1894 bis September 1896 bei einem Berliner Eisenbahn-Regiment leistete, und in dessen Anschluss er ein viersemestriges Studium an der Baugewerk- und Tiefbauschule des 1876 gegründeten Technikums in Hildburghausen absolvierte. Während der Semesterferien arbeitet er in den Jahren 1897 und 1898 im Büro des Architekten Dietrich Vogt in Hamm, der ihn mit der Ausarbeitung von Entwürfen und der Erstellung von Kostenrechnungen und weiteren Arbeiten betraute, darunter die Leitung der Umbauarbeiten an der Synagoge in Werl, zu denen Vogt im Juli 1897 die abschließend genehmigten und ausgeführten Entwürfe vorlegte.
Stricker verließ Hildburghausen mit Ablegung seiner Abschlussprüfung im März 1899 (Note „recht gut bestanden“) als Baugewerksmeister. Im selben Monat stellte die Stadt Hamm ihn als Bauführer für den Hoch- und Tiefbau ein. Bis zu seinem Wechsel zum 1. März 1902 als Gemeindebaumeister nach Haan, war Stricker in Hamm neben den einschlägigen Tiefbauprojekten wie der Herstellung von Bürgersteigen oder einer Kanalisation insbesondere mit den Umbauten des Rathauses und des Schlachthofes sowie der Errichtung einer Schule befasst. Ferner war er, wie bei seinen kommenden Dienststellungen, mit der Baukontrolle von Privatbaumaßnahmen betraut und wirkte nebenamtlich für zweieinhalb Jahre als Zeichenlehrer an der „Gewerblichen Fortbildungsschule“ in Hamm.

### 1902 bis 1921
Im Jahr 1901 bewarb sich Wilhelm Stricker auf die Stelle eines Gemeindebaumeisters in Haan bei Düsseldorf. Nachdem ihn der Gemeinderat im Dezember 1901 gewählt hatte, trat er sein neues Amt zum 1. März 1902 an. Seine Aufgaben erstreckten sich dort, wie zuvor in Hamm, auf den Bereich aller kommunalen Hoch- und Tiefbauten und umfassten wiederum auch den Bereich des Bauordnungsamtes. Sein bedeutendster Hochbau, während seiner nur bis zum Jahresende 1903 dauernden Amtszeit in Haan, war der des neuen Rathauses. Noch während dessen Fertigstellung hatte Stricker sich auf die erstmals ausgeschriebene Stelle eines Amtsbaumeisters in Aplerbeck beworben. Das Amt Aplerbeck umfasste zu diesem Zeitpunkt als Teil des Landkreises Hörde – außer Aplerbeck selbst – insbesondere die Gemeinden Berghofen, Holzwickede, Opherdicke und Schüren. Nachdem er in der Gemeinderatssitzung vom 9. September 1903 gewählt wurde, ernannte der zuständige Kreisausschuss ihn am 12. September 1903 zunächst als Amtsbaumeister auf ein Jahr zur Probe. Seinen Diensteid legte er am 2. Januar 1904 ab.
Bis zu seinem Ausscheiden aus gesundheitlichen Gründen zum 1. Januar 1921 zeichnete Stricker für diverse Schulneubauten, mehrere Trauerhallen, den Neubau des Amtshauses in Aplerbeck und den Aufbau der Kanalisation im Amt Aplerbeck (Aplerbeck: 1904 ff.) verantwortlich. Unter seiner Zuständigkeit stellte das RWE 1906 den Anschluss an die überörtliche Stromversorgung her. Während der laufenden Bauarbeiten zum neuen Amtshaus, das heute die Bezirksverwaltungsstelle Aplerbeck beherbergt, brach der Erste Weltkrieg aus. Als Reservist erhielt Stricker im Februar 1915 den Einberufungsbescheid. Sein Einsatzgebiet lag im Bereich von Russisch-Polen, wo er mit Straßen- und Wegearbeiten für das Militär befasst war. Im Monat des Kriegsendes, dem November 1918, kehrte Wilhelm Stricker nach Aplerbeck zurück. Unter dem Eindruck der in Folge des Krieges darniederliegenden Wirtschaft, was sich auch auf die Finanzstruktur der Gemeinden niederschlug und eigener gesundheitlicher Probleme, schied er mit dem Ende des Jahres 1920 aus dem Amt.

### 1921 bis 1927
Wilhelm Stricker hatte bereits vor dem Ersten Weltkrieg das Unternehmen Basaltwerke Hamm GmbH gegründet. An dem Unternehmen, das einen Basalt-Steinbruch im Westerwald unterhielt, waren die kreisunabhängigen Städte Bochum, Dortmund und Hamm, sowie der Kreis Unna beteiligt. Sie sicherten auf diesem Weg ihren Bedarf an Steinen zur Aufpflasterung ihres Straßennetzes. Durch seinen Kriegseinsatz war Stricker wiederum in Verbindung zu der in Jauer niedergelassenen Schlesische Granitwerke AG Wilhelm Kramer & Co. getreten. Er erwarb zunächst Aktien und wurde später in den Aufsichtsrat gewählt. Einer der Hauptabnehmer des Schlesischen Unternehmens war die Deutsche Reichsbahn (Schotter), wobei man zur Abwicklung dieses Kontraktes die Zulassung der Basalt Union AG in Bonn in Anspruch nahm, zu deren Sprecher des Vorstandes wiederum Stricker benannt wurde. Schließlich begründete er in Gemeinschaft mit W. Schornagel in den Jahren 1922/1923 das noch bestehende Unternehmen Stricker & Co., das zunächst nur den Handel mit dem Abbau aus den Steinbrüchen aus Schlesien und dem Westerwald betrieb, später die Basaltwerke Hamm GmbH in Gänze und Teile der Schlesische Granitwerke AG übernahm und unverändert als reines Familienunternehmen unter dem heutigen Dach der Stricker Holding GmbH & Co. KG und mit nun mehreren Tochterunternehmen besteht. Die Leitung liegt bis heute in den Händen der Enkel und Urenkel Wilhelm Strickers. Der Sitz des Unternehmens befindet sich heute in Dortmund-Wickede.

## Familie
Aus der Ehe mit Luise Böckmann, die Stricker am 10. Oktober 1899 in Hamm heiratete, gingen die Töchter Emilie und Irmgard, sowie als erstgeborener der gleichnamige Sohn Wilhelm hervor. Der Protestant Wilhelm Stricker gehörte bis zu seinem Tod über 17 Jahre lang der Evangelischen Kirchengemeinde in Aplerbeck als Presbyter an. Seine Grabstätte befindet sich auf dem Kommunalfriedhof an der Köln-Berliner-Straße, dessen Trauerhalle in den Jahren 2012 und 2013 mit finanzieller Unterstützung seiner Nachkommen bzw. der von ihm gegründeten Unternehmung wiederhergestellt wurde. Zu seinen Ehren wurde in Aplerbeck eine Straße nach ihm benannt. Die Strickerstraße verbindet in einem Bogen die Wittbräucker Straße mit der Köln-Berliner-Straße.

## Werk
| Baujahr   | Stadt       | Ortsteil   | Adresse                          | Bild                    | Objekt                | Maßnahme | Anmerkungen |
| --------- | ----------- | ---------- | -------------------------------- | ----------------------- | --------------------- | -------- | --- |
| 1897      | Werl        |            | Synagogenplatz Lage              | Innenansicht (vor 1938) | Synagoge              | Umbau    | Bauleitung durch Stricker für den Architekten Dietrich Vogt in Hamm; 1938 während der Novemberpogrome zerstört                                                                                              |
| 1902–1903 | Haan        |            | Kaiserstraße 85 Lage             | Rathaus (2007)          | Rathaus               | Neubau   | Denkmalschutz seit dem 28. Juli 1982 (A 16) |
| 1905–1907 | Dortmund    | Aplerbeck  | Köln-Berliner-Straße 86 · Lage · | Kapelle (2011)          | Kapelle (Trauerhalle) | Neubau   | Kommunalfriedhof Aplerbeck; Denkmalschutz (A 0157); 2012/13 Sanierung für 210.000 EUR mit Unterstützung der Nachkommen von Wilhelm Stricker; jetzt Sitz des Aplerbecker Geschichtsvereins.                  |
| 1906–1907 | Dortmund    | Aplerbeck  | Aplerbecker Marktplatz 21 Lage   | Amtshaus (1910)         | Amtshaus              | Neubau   | Denkmalschutz (A 0424) |
| 1913      | Dortmund    | Schüren    | Schürener Straße 24 b Lage       |                         | Gemeindehaus          | Neubau   | Gemeindehaus der evgl. Kirchengemeinde Schüren. Bauherr war der „Verein der Freunde und Förderer des Baues eines evangelischen Gemeindehauses in Schüren“; 1922 erfolgte der Umbau zu einem Kirchengebäude. |
| 1914–1915 | Dortmund    | Aplerbeck  | Köln-Berliner-Straße 31 Lage     | Sparkasse (2009)        | Sparkasse             | Neubau   | Entwurf, Kostenrechnung und bis zum Frühjahr 1915 Bauleitung; Fertigstellung durch Bauamts-Assistent Jungholt; heute u. a. Stadtbibliothek; Denkmalschutz (A 0383)                                          |
|           | Holzwickede |            | Allee 5 Lage                     | Rathaus (2006)          | Rathaus               | Neubau   | Denkmalschutz seit dem 18. Mai 1983 (A 5) |
|           | Dortmund    | Schüren    | Untere Pekingstraße 24 Lage      |                         | Volksschule           | Neubau   | Goethe-Schule heute Gerhart-Hauptmann-Grundschule |
|           | Dortmund    | Berghofen  | Busenbergstraße 5 Lage           |                         | Volksschule           | Neubau   | Busenbergschule |
|           | Dortmund    | Berghofen  |                                  |                         | Volksschule           | Neubau   | Schillerschule; 1966 abgebrochen |
|           | Dortmund    | Aplerbeck  | Schwerter Straße 269 Lage        | Aplerbecker-Mark(2005)  | Volksschule           | Neubau   | Aplerbecker-Mark-Grundschule |
|           | Dortmund    | Aplerbeck  | Köln-Berliner-Straße 72 Lage     |                         | Volksschule           | Neubau   | Erweiterung der Schule und Errichtung einer Turnhalle |
|           | Holzwickede | Opherdicke |                                  |                         | Volksschule           | Neubau   | |
|           | Dortmund    | Schüren    | Schürener Straße 24 a Lage       |                         | Trauerhalle           | Neubau   | |